# Small Planet Airlines

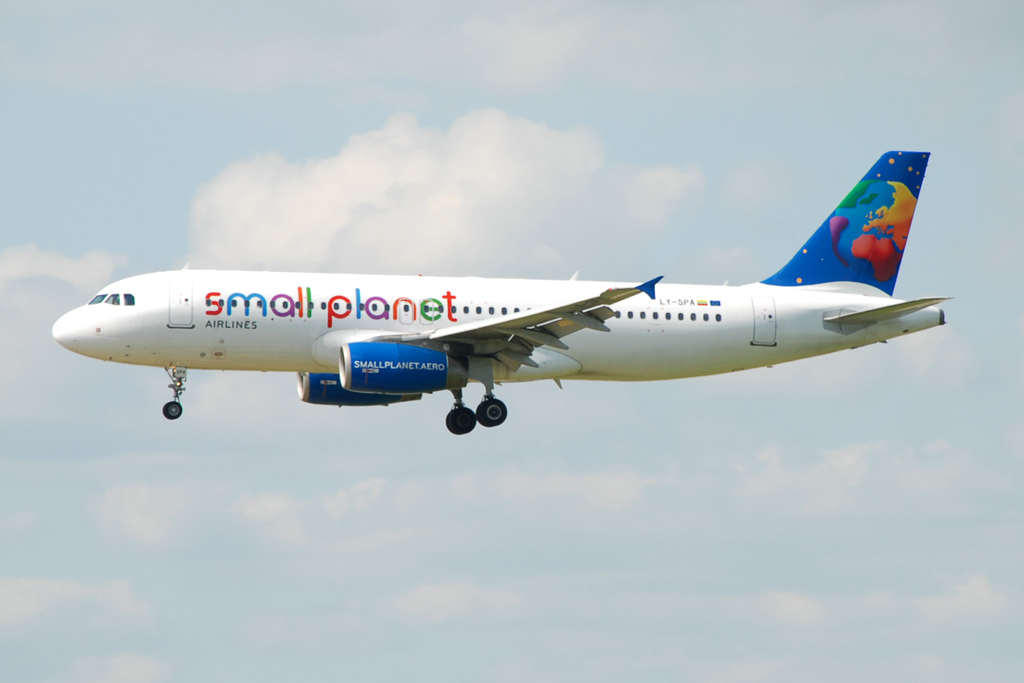
Airbus A320-200 компании Small Planet Airlines

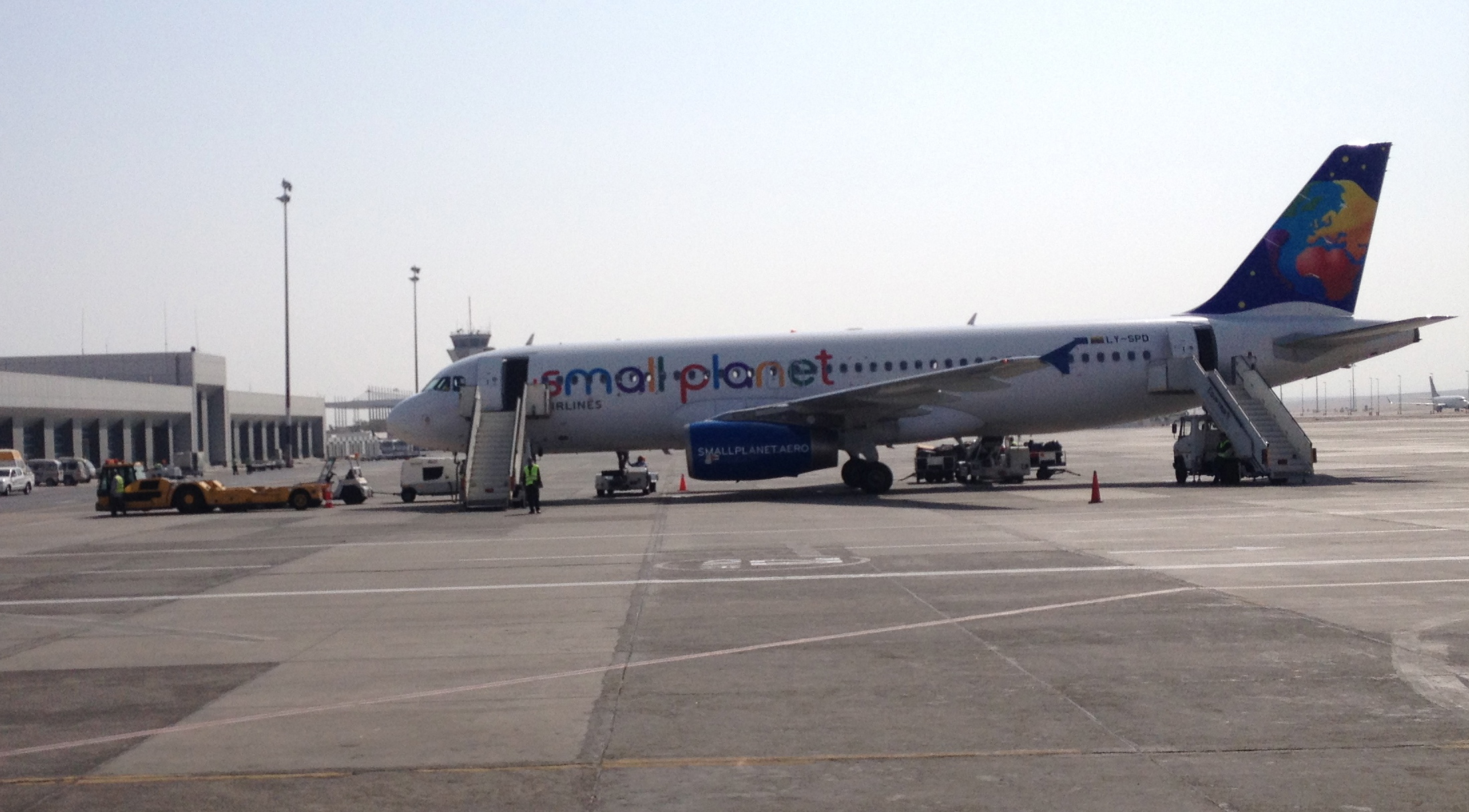
A320 в Хургадском аэропорту, Египет

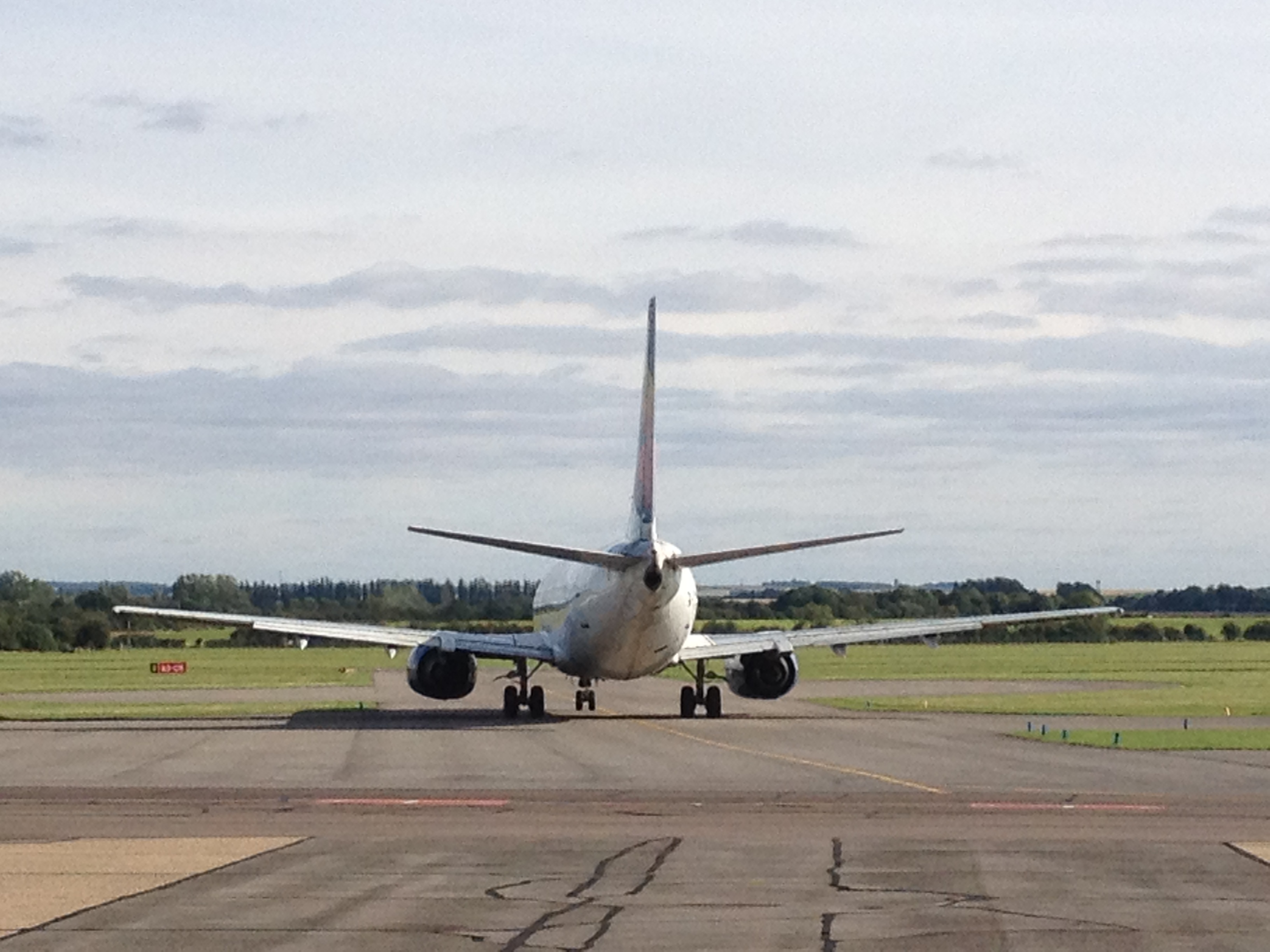
Боинг 737 дочерней авиакомпании Small Planet Airlines Cambodia вылетает из аэропорта Кембридж

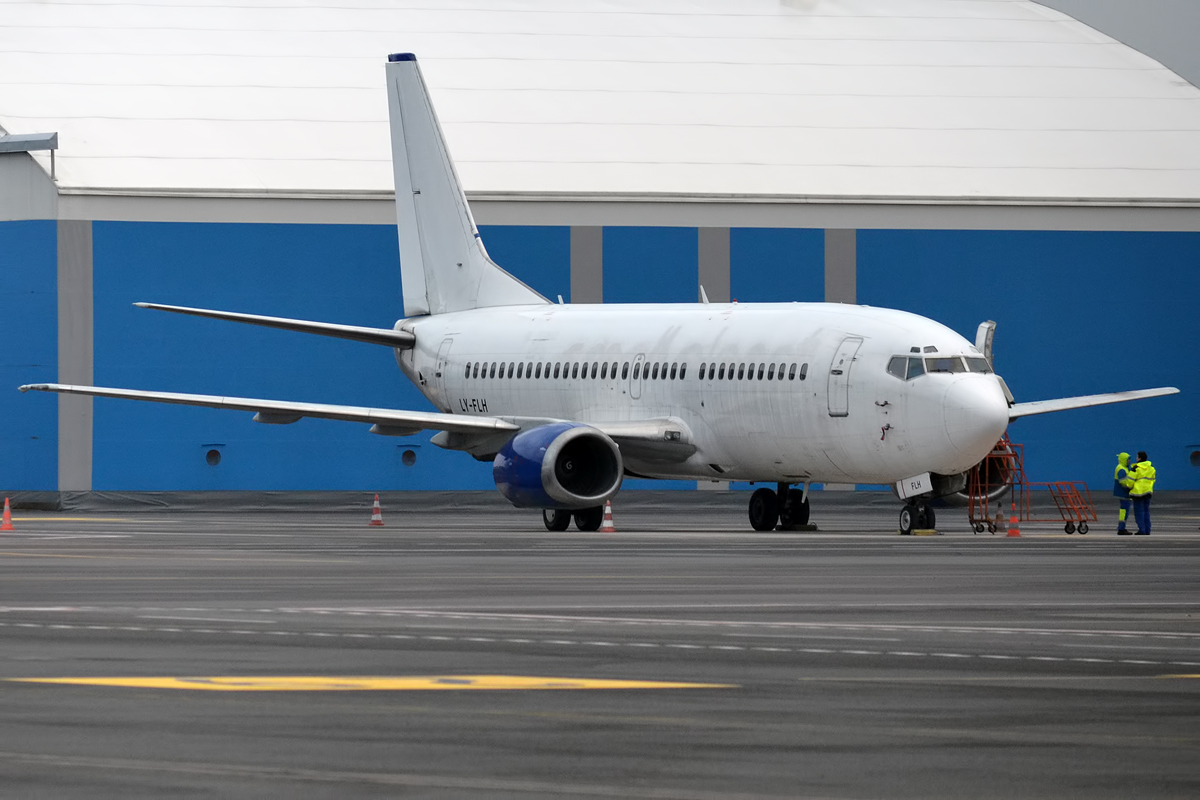
Боинг 737-382 в Таллинском аэропорту

«Small Planet Airlines» — бывшая литовская чартерная авиакомпания с главным офисом в Вильнюсе, Литва. Компания обладала сертификатами на осуществление деятельности в Литве, Польше и Италии. В списке клиентов числились Nova Turas, Horizon Travel, Viking Hellas, Aeroservizi, TUI AG, Orbis Travel, Tez Tour, Chapman Freeborn, Newmarket Holidays.
Самолёты Small Planet Airines размещались в аэропортах Вильнюса, Варшавы, Катовице и в миланском аэропорту Мальпенса.
В апреле 2011 года Small Planet Airlines приобрела свой первый из двух заказанных самолётов A320, и, тем самым, также стала первой авиакомпанией, зарегистрировавшая A320 в Польше.
В ноябре 2018 года сертификат эксплуатанта литовского перевозчика был отозван судом, что вынудило авиакомпанию прекратить все полеты. Крах авиакомпании предшествовало банкротство немецкого и польского подразделений.

## Основные сферы деятельности
- программы полного чартера для ведущих туроператоров (АОС, местный экипаж, индивидуальное обслуживание пассажиров на борту самолёта)
- аренда воздушных судов с экипажем (ACMI) для авиалиний с возможностью индивидуальной раскраски авиалайнера
- краткосрочные чартерные полёты по заказу клиента[1]

## Статистика
Компания обладала сертификатами авиаперевозчика, действующие на территориях Литвы (Small Planet Airlines UAB), Польши (Small Planet Airlines Sp. z o.o.) и Италии (Small Planet Airlines s.r.l.).
В 2010 году «Small Planet Airlines» осуществила перевозку пассажиров в более чем в 120 пунктов назначения в Европе, на Ближнем Востоке, в Северной Африке и Азии, заработав при этом свыше €46 млн.

## Флот
На август 2017 года флот авиакомпании состоял из следующих самолётов:
| Самолёт         | Эксплуатируется | Заказано | Пассажиров | Примечания |  |
| --------------- | --------------- | -------- | ---------- | ---------- |  |
| Airbus A320-200 | 9               | 0        | 180        |            |  |
| Всего           | 9               | 0        |            |            |  |

Ранее также эксплуатировались 8 Boeing 737-300 и 1 Boeing 757-200.

## Дочерние авиакомпании
Small Planet Airlines имел 4 дочерние авиакомпании:

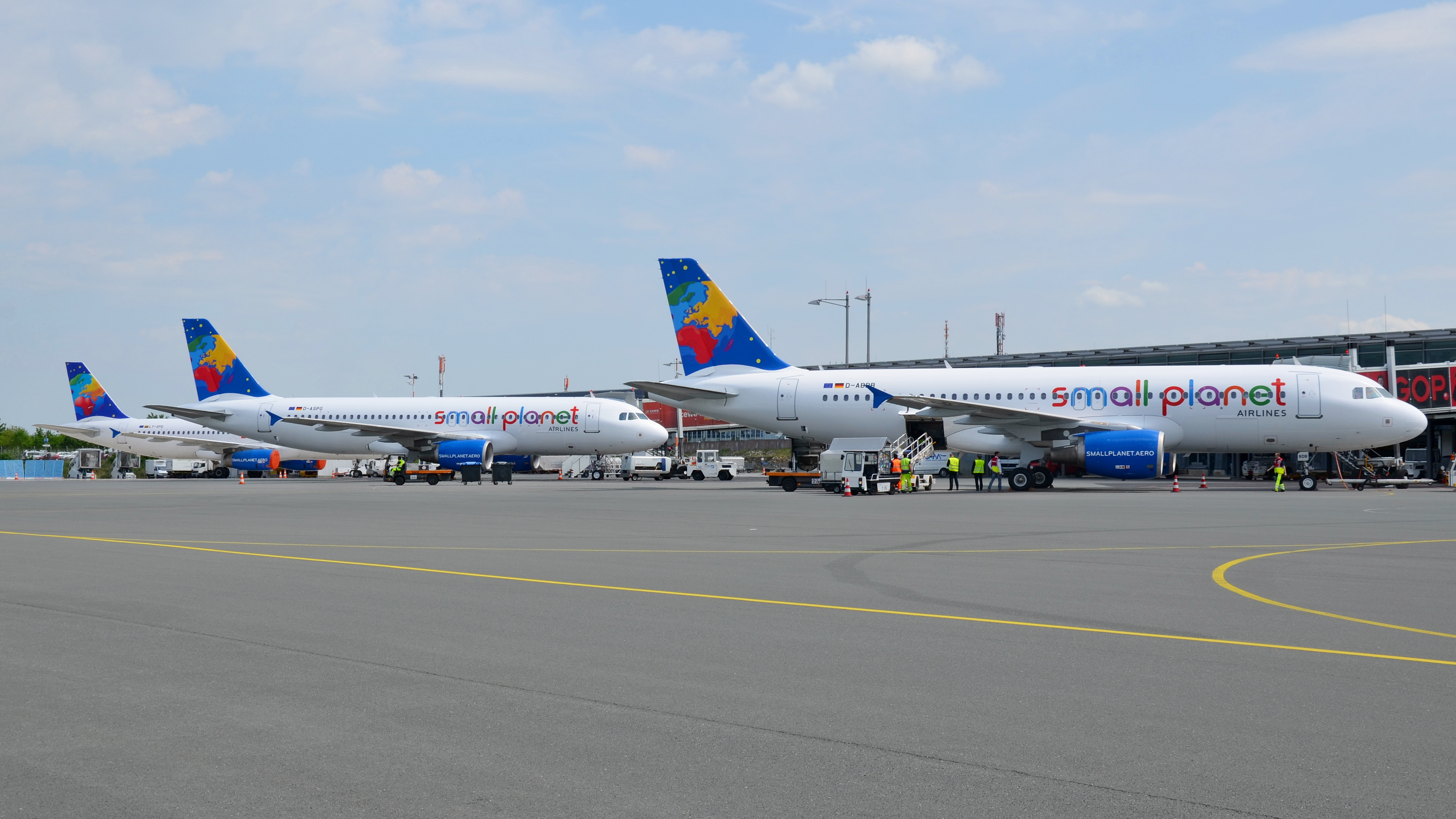
Самолёты дочерней авиакомпании — Small Planet Airlines Germany

1. Small Planet Airlines (Камбоджа);
2. Small Planet Airlines (Германия);
3. Small Planet Airlines (Италия);
4. Small Planet Airlines (Польша).

## Ссылки

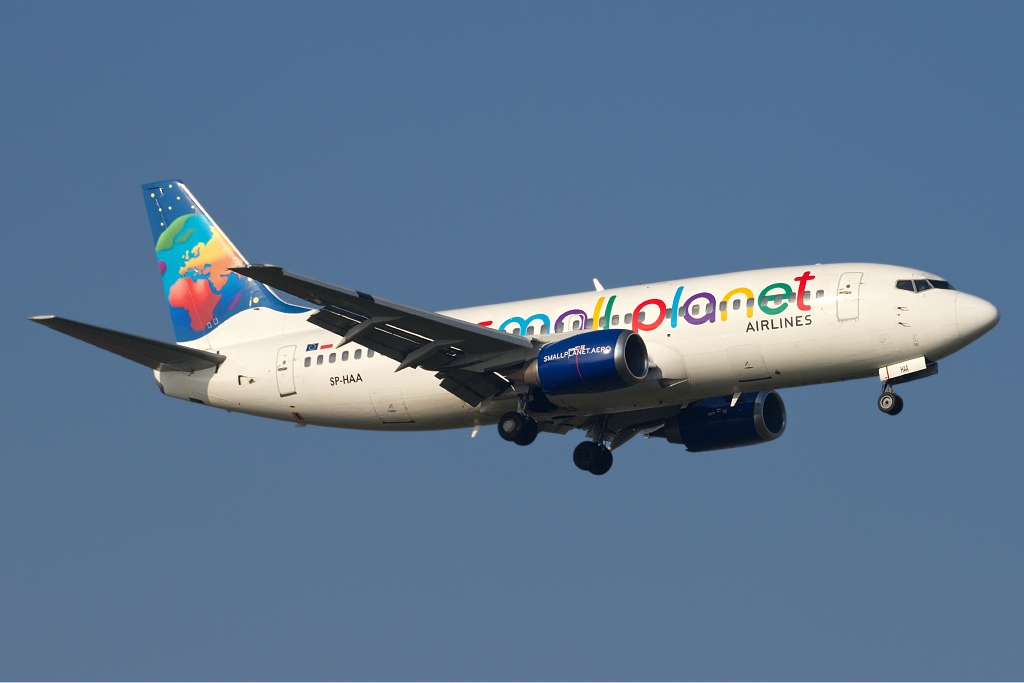
Боинг 737-300 дочерней авиакомпании Small Planet Airlines Poland